# Hanging Rock
Hanging Rock és una vila dels Estats Units a l'estat d'Ohio. Segons el cens del 2000 tenia 279 habitants.

## Demografia
Segons el cens del 2000, Hanging Rock tenia 279 habitants, 109 habitatges, i 75 famílies. La densitat de població era de 173,7 habitants per km².
Dels 109 habitatges en un 31,2% hi vivien nens de menys de 18 anys, en un 58,7% hi vivien parelles casades, en un 9,2% dones solteres, i en un 30,3% no eren unitats familiars. En el 27,5% dels habitatges hi vivien persones soles l'11,9% de les quals corresponia a persones de 65 anys o més que vivien soles. El nombre mitjà de persones vivint en cada habitatge era de 2,56 i el nombre mitjà de persones que vivien en cada família era de 3,17.
Per edats la població es repartia de la següent manera: un 22,9% tenia menys de 18 anys, un 12,2% entre 18 i 24, un 28,7% entre 25 i 44, un 25,8% de 45 a 60 i un 10,4% 65 anys o més.
L'edat mediana era de 38 anys. Per cada 100 dones de 18 o més anys hi havia 93,7 homes.
La renda mediana per habitatge era de 30.417 $ i la renda mediana per família de 38.125 $. Els homes tenien una renda mediana de 30.625 $ mentre que les dones 35.625 $. La renda per capita de la població era de 14.328 $. Aproximadament el 14,5% de les famílies i el 17% de la població estaven per davall del llindar de pobresa.

## Poblacions properes
El següent diagrama mostra les poblacions més properes.